# Pereda (Las Regueras)
Pereda es una casería que pertenece a la parroquia de Soto en el concejo de Las Regueras (Principado de Asturias). Se encuentra a 236 m s. n. m. y está situada a 4 km de la capital del concejo, Santullano. 

## Población
En 2021 contaba con una población de 24 habitantes (INE 2021), repartidos en un total de 9 viviendas.